# Face to Face (The Kinks-album)
Az 1966-os Face to Face The Kinks nagylemeze. Szerepel az 1001 lemez, amit hallanod kell, mielőtt meghalsz című könyvben.

## Az album dalai

### Eredeti kiadás
| 1. | Party Line                       | Ray Davies | 2:35 |
| 2. | Rosie Won't You Please Come Home | Ray Davies | 2:34 |
| 3. | Dandy                            | Ray Davies | 2:12 |
| 4. | Too Much on My Mind              | Ray Davies | 2:28 |
| 5. | Session Man                      | Ray Davies | 2:14 |
| 6. | Rainy Day in June                | Ray Davies | 3:10 |
| 7. | A House in the Country           | Ray Davies | 3:03 |

| 1. | Holiday in Waikiki                | Ray Davies | 2:52 |
| 2. | Most Exclusive Residence for Sale | Ray Davies | 2:48 |
| 3. | Fancy                             | Ray Davies | 2:30 |
| 4. | Little Miss Queen of Darkness     | Ray Davies | 3:16 |
| 5. | You're Lookin' Fine               | Ray Davies | 2:46 |
| 6. | Sunny Afternoon                   | Ray Davies | 3:36 |
| 7. | I'll Remember                     | Ray Davies | 2:27 |

### Bónuszdalok az 1998-as kiadásról
|     | Cím                                        | Szerző(k)  | Hossz |
| --- | ------------------------------------------ | ---------- | ----- |
| 15. | I'm Not Like Everybody Else                | Ray Davies | 3:29  |
| 16. | Dead End Street                            | Ray Davies | 3:23  |
| 17. | Big Black Smoke                            | Ray Davies | 2:36  |
| 18. | Mister Pleasant                            | Ray Davies | 3:01  |
| 19. | This Is Where I Belong                     | Ray Davies | 2:26  |
| 20. | Mr. Reporter (korábban kiadatlan változat) | Ray Davies | 3:58  |
| 21. | Little Women (korábban kiadatlan változat) | Ray Davies | 2:11  |

## Közreműködők
- Ray Davies – ének, ritmusgitár, mellotron
- Dave Davies – szólógitár, háttérvokál, ének a Party Line, You're Lookin' Fine és Mr. Reporter dalokon, basszusgitár a Dead End Street-en
- Pete Quaife – basszusgitár, háttérvokál
- John Dalton – basszusgitár a Little Miss Queen of Darkness dalon (valószínűleg a Rainy Day in June, Big Black Smoke, és Dead End Street dalokon is)
- Mick Avory – dobok, ütőhangszerek
- Nicky Hopkins – billentyűk, zongora, harmonium (a Sunny Afternoon-on)
- Rasa Davies – háttérvokál a Sunny Afternoon, Session Man és Rainy Day In June dalokon